# Conus donnae
Espèce
Conus donnae est une espèce de mollusques gastéropodes marins de la famille des Conidae.
Comme toutes les espèces du genre Conus, ces escargots sont prédateurs et venimeux. Ils sont capables de « piquer » les humains et doivent donc être manipulés avec précaution, voire pas du tout.

## Description
La taille de la coquille varie entre 19 mm et 27 mm.

## Distribution
Cette espèce marine est présente au large des Bahamas.

## Taxonomie

### Publication originale
L'espèce Conus donnae a été décrite pour la première fois en 1998 par le malacologiste américain Edward James Petuch (d) dans la publication intitulée « La Conchiglia »,.

### Synonymes
- Conus (Dauciconus) donnae Petuch, 1998 · appellation alternative
- Conus (Purpuriconus) donnae Petuch, 1998 · non accepté
- Purpuriconus donnae (Petuch, 1998) · non accepté

## Identifiants taxonomiques
Chaque taxon catalogué par les bases de données biologiques et taxonomiques possède un identifiant qui permet d'établir un point de référence. Les identifiants de Conus donnae dans les principales bases sont les suivants :
CoL : XXB2 - GBIF : 6510803 - iNaturalist : 900597 - IRMNG : 11705904 - WoRMS : 429050